# 장미의 행렬
《장미의 행렬》(일본어: 薔薇の葬列)은 1969년 개봉한 일본의 드라마 영화이다. 마츠모토 토시오가 감독과 각본을 맡았다.